# 山田辰美の土曜はごきげん
山田辰美の土曜はごきげん（やまだたつみのどようはごきげん）は、静岡放送（SBSラジオ）で毎週土曜日の朝に放送されていたラジオ番組。
常葉大学社会環境学部教授である山田辰美の冠番組である。前身は「井出孝の土曜はごきげん」。

## 放送時間
- 毎週土曜日 7:30 - 11:00
  - 以前は7:00スタートだったが、2015年春季番組改編に伴う「道上洋三の健康道場」放送時間移動に伴い、7:30からになる。

## パーソナリティ
- 山田辰美（常葉大学社会環境学部教授）
- 片川乃里子（フリーアナウンサー、元静岡朝日テレビ）
- 岡村久則（SBSアナウンサー）

## タイムテーブル
2017年4月1日の放送をもって、12年間の放送に幕を閉じることとなった。
後番組は「Saturday View→N」
- 7:30 オープニング
- 7:33 フラッシュニュース・交通情報・天気予報
- 7:39 ごきげんプレゼント

- 7:44 フラッシュニュース
- 7:53 山田辰美の日々のまなざし
- 8:00 家族に+PLUS!3世代ディズニー
- 8:15 交通情報・天気予報
- 8:18 メッセージ&ミュージック
- 8:23 Feels the earth 自然大好き! 集まれガキ大将
- 8:41 SBSラジオ ごきげんショッピング
- 8:47 メッセージ&ミュージック
- 8:50 ごきげん井戸端会議
- 9:00 交通情報
- 9:02 サタデー ベスト MUSIC
- 9:10 インフォメーション静岡
- 9:14 ごきげんおもちゃ箱
- 9:28 ごきげん井戸端会議パート2
- 9:50 静岡新聞ニュース
- 9:55 交通情報・天気予報
- 10:00 テレフォン人生相談
- 10:20 静岡ごきげんリサーチ　※乃里子のごきげんエンチョーライフ (1/28 , 2/25 , 3/25)
- 10:37 ブランニューミュージック
- 10:45 SBSラジオごきげんショッピング
- 10:50 交通情報
- 10:53 エンディング